# Bahnstrecke Frövi–Ludvika
| Bahnhof Lindesberg (ca. 1940) | |                                             |                                             |
| Streckennummer: | 10 |                                             |                                             |
| Kursbuchstrecke: | 53 |                                             |                                             |
| Streckenlänge: | 100 km |                                             |                                             |
| Spurweite: | 1435 mm (Normalspur) |                                             |                                             |
| Stromsystem: | 15 kV 16 2/3 Hz ~ |                                             |                                             |
| Maximale Neigung: | 16,67 ‰ |                                             |                                             |
| Streckengeschwindigkeit: | Bandel 325: (Ludvika)–Ställdalen (über Hörkenspåret): 140 km/h Bandel 391 (Frövi)–(Grängesberg) (über Silverhöjden): 115 km/h |                                             |                                             |
| | |                                             |                                             |
| \| \| \| von Falun \| \| \| \| \| von Vansbro \| \| \| \| 70,125 \| Ludvika \| Ludvika \| \| \| \| Bahnstrecke Kolbäck–Ludvika nach Fagersta C \| \| \| \| \| \| \| \| \| 71 \| Asea (1950–1965) \| Asea (1950–1965) \| \| \| 74 \| Våghalsgruvan (bis 1921) \| Våghalsgruvan (bis 1921) \| \| \| 74 \| Våghalsen (1940–1950/1952) \| Våghalsen (1940–1950/1952) \| \| \| 75 \| Kärrgruvan (bis 1921) \| Kärrgruvan (bis 1921) \| \| \| 75 \| Gonäs \| Gonäs \| \| \| 78 \| Blötberget \| Blötberget \| \| \| 78,417 \| Klenshyttan (ehem. P-Halt) \| BJ \| \| \| 80 \| Björnhyttan \| Björnhyttan \| \| \| 80 \| Björkås (1944– ?) \| Björkås (1944– ?) \| \| \| \| Norra Berget \| \| \| \| \| \| \| \| \| 85,440 \| Grängesberg C \| Grängesberg C \| \| \| \| \| \| \| \| \| Grängesberg mbg \| \| \| \| \| \| \| \| \| 94 \| Silverhöjden \| Silverhöjden \| \| \| \| Bahnstrecke Silverhöjden–Mossgruvan \| \| \| \| \| Schmalspurbahn nach Sävsnäs (802 mm) \| \| \| \| 94,610 \| Hörken \| BJ \| \| \| 100 \| Ställberg \| BJ \| \| \| \| \| \| \| \| 105,510463,093 \| Ställdalen \| BJ \| \| \| \| \| \| \| \| \| nach Kil \| \| \| \| 455,283 \| Kopparberg (ursprünglich Nya Kopparberg) \| Kopparberg (ursprünglich Nya Kopparberg) \| \| \| \| Bahnstrecke Bånghammar–Kloten \| \| \| \| 453,105 \| Bånghammar \| Bånghammar \| \| \| 451,436 \| Bångbro \| Bångbro \| \| \| \| Rällsälven \| \| \| \| 444,161 \| Rällså (ehem. P-Halt) \| Rällså (ehem. P-Halt) \| \| \| \| Stora Masugn \| \| \| \| 438,296 \| Vasselhyttan \| Vasselhyttan \| \| \| \| Storån \| \| \| \| 434,258 \| Storå \| Storå \| \| \| \| Bahnstrecke Storå–Guldsmedshyttan \| \| \| \| \| Bahnstrecke Storå–Stråssa \| \| \| \| \| Björnaboda \| \| \| \| 424,412 \| Gusselby \| Gusselby \| \| \| \| Borsån \| \| \| \| 419,210 \| Lindesberg (bis 1909 Linde) \| Lindesberg (bis 1909 Linde) \| \| \| \| Borsån \| \| \| \| 418.10 \| Dalkarlshyttan \| Dalkarlshyttan \| \| \| 410,179 \| Vedevåg (ehem. P-Halt) \| Vedevåg (ehem. P-Halt) \| \| \| 0 \| Abzw. Röjen \| Abzw. Röjen \| \| \| \| nach Fagersta \| \| \| \| \| \| \| \| \| 1 ¼ \| Vanneboda \| Vanneboda \| \| \| \| nach Köping \| \| \| \| 400,000 \| Frövi \| Frövi \| \| \| \| nach Hallsberg \| \| \| \| \| \| \| \| Erläuterungen: - „hpr“ = Rälsbusshållplats / Haltestelle nur für Schienenbusse - BJ = Bahnhof der ehemaligen Bergslagernas järnväg \| \| \| \| \| Quellen: [2] \| \| \| \| | |                                             |                                             |
| Strecke | | von Falun                                   | von Falun                                   |
| Abzweig geradeaus und ehemals von rechts | | von Vansbro                                 | von Vansbro                                 |
| Bahnhof | 70,125 | Ludvika                                     | Ludvika                                     |
| Abzweig geradeaus und nach links | | Bahnstrecke Kolbäck–Ludvika nach Fagersta C | Bahnstrecke Kolbäck–Ludvika nach Fagersta C |
| Verschwenkung von links (Strecke außer Betrieb) · Verschwenkung von rechts | |                                             |                                             |
| Haltepunkt / Haltestelle (Strecke außer Betrieb) · Strecke | 71 | Asea (1950–1965)                            | Asea (1950–1965)                            |
| Blockstelle (Strecke außer Betrieb) · Strecke | 74 | Våghalsgruvan (bis 1921)                    | Våghalsgruvan (bis 1921)                    |
| Haltepunkt / Haltestelle (Strecke außer Betrieb) · Strecke | 74 | Våghalsen (1940–1950/1952)                  | Våghalsen (1940–1950/1952)                  |
| Blockstelle (Strecke außer Betrieb) · Strecke | 75 | Kärrgruvan (bis 1921)                       | Kärrgruvan (bis 1921)                       |
| Bahnhof (Strecke außer Betrieb) · Strecke | 75 | Gonäs                                       | Gonäs                                       |
| Bahnhof (Strecke außer Betrieb) · Strecke | 78 | Blötberget                                  | Blötberget                                  |
| Strecke (außer Betrieb) · Dienststation / Betriebs- oder Güterbahnhof | 78,417 | Klenshyttan (ehem. P-Halt)                  | BJ                                          |
| Bahnhof (Strecke außer Betrieb) · Strecke | 80 | Björnhyttan                                 | Björnhyttan                                 |
| Haltepunkt / Haltestelle (Strecke außer Betrieb) · Strecke | 80 | Björkås (1944– ?)                           | Björkås (1944– ?)                           |
| Haltepunkt / Haltestelle (Strecke außer Betrieb) · Strecke | | Norra Berget                                | Norra Berget                                |
| Verschwenkung nach links (Strecke außer Betrieb) · Verschwenkung nach rechts | |                                             |                                             |
| Bahnhof | 85,440 | Grängesberg C                               | Grängesberg C                               |
| Strecke von links · Abzweig geradeaus und nach rechts | |                                             |                                             |
| Dienststation / Betriebs- oder Güterbahnhof · Strecke | | Grängesberg mbg                             | Grängesberg mbg                             |
| Strecke nach links · Kreuzung geradeaus oben · Strecke von rechts | |                                             |                                             |
| Strecke · ehemaliger Bahnhof | 94 | Silverhöjden                                | Silverhöjden                                |
| Strecke · Abzweig geradeaus und ehemals nach links | | Bahnstrecke Silverhöjden–Mossgruvan         | Bahnstrecke Silverhöjden–Mossgruvan         |
| Abzweig geradeaus und ehemals von rechts · Strecke | | Schmalspurbahn nach Sävsnäs (802 mm)        | Schmalspurbahn nach Sävsnäs (802 mm)        |
| ehemaliger Bahnhof · Strecke | 94,610 | Hörken                                      | BJ                                          |
| ehemaliger Bahnhof · ehemaliger Bahnhof | 100 | Ställberg                                   | BJ                                          |
| Abzweig geradeaus und von links · Abzweig ehemals geradeaus und nach rechts | |                                             |                                             |
| Bahnhof · Bahnhof (Strecke außer Betrieb) | 105,510463,093 | Ställdalen                                  | BJ                                          |
| Abzweig geradeaus und ehemals von links · Strecke nach rechts (außer Betrieb) | |                                             |                                             |
| Abzweig geradeaus und nach rechts | | nach Kil                                    | nach Kil                                    |
| Bahnhof | 455,283 | Kopparberg (ursprünglich Nya Kopparberg)    | Kopparberg (ursprünglich Nya Kopparberg)    |
| Abzweig geradeaus und ehemals von links | | Bahnstrecke Bånghammar–Kloten               | Bahnstrecke Bånghammar–Kloten               |
| ehemaliger Bahnhof | 453,105 | Bånghammar                                  | Bånghammar                                  |
| ehemaliger Bahnhof | 451,436 | Bångbro                                     | Bångbro                                     |
| Brücke über Wasserlauf | | Rällsälven                                  | Rällsälven                                  |
| Dienststation / Betriebs- oder Güterbahnhof | 444,161 | Rällså (ehem. P-Halt)                       | Rällså (ehem. P-Halt)                       |
| Abzweig geradeaus und ehemals von links | | Stora Masugn                                | Stora Masugn                                |
| ehemaliger Bahnhof | 438,296 | Vasselhyttan                                | Vasselhyttan                                |
| Brücke über Wasserlauf | | Storån                                      | Storån                                      |
| Bahnhof | 434,258 | Storå                                       | Storå                                       |
| Abzweig geradeaus und ehemals nach rechts | | Bahnstrecke Storå–Guldsmedshyttan           | Bahnstrecke Storå–Guldsmedshyttan           |
| Abzweig geradeaus und ehemals nach links | | Bahnstrecke Storå–Stråssa                   | Bahnstrecke Storå–Stråssa                   |
| ehemalige Blockstelle | | Björnaboda                                  | Björnaboda                                  |
| ehemaliger Bahnhof | 424,412 | Gusselby                                    | Gusselby                                    |
| Brücke über Wasserlauf | | Borsån                                      | Borsån                                      |
| Bahnhof | 419,210 | Lindesberg (bis 1909 Linde)                 | Lindesberg (bis 1909 Linde)                 |
| Brücke über Wasserlauf | | Borsån                                      | Borsån                                      |
| ehemaliger Bahnhof | 418.10 | Dalkarlshyttan                              | Dalkarlshyttan                              |
| Dienststation / Betriebs- oder Güterbahnhof | 410,179 | Vedevåg (ehem. P-Halt)                      | Vedevåg (ehem. P-Halt)                      |
| Abzweig geradeaus und nach links · Strecke von rechts | 0 | Abzw. Röjen                                 | Abzw. Röjen                                 |
| Abzweig geradeaus und von links · Strecke | | nach Fagersta                               | nach Fagersta                               |
| Abzweig geradeaus und von links · Abzweig geradeaus und von rechts | |                                             |                                             |
| Strecke · Bahnhof | 1 ¼ | Vanneboda                                   | Vanneboda                                   |
| Strecke · Strecke | | nach Köping                                 | nach Köping                                 |
| Bahnhof | 400,000 | Frövi                                       | Frövi                                       |
| Strecke | | nach Hallsberg                              | nach Hallsberg                              |
| | |                                             |                                             |
| Erläuterungen: - „hpr“ = Rälsbusshållplats / Haltestelle nur für Schienenbusse - BJ = Bahnhof der ehemaligen Bergslagernas järnväg | |                                             |                                             |
| Quellen: | |                                             |                                             |

Die Bahnstrecke Frövi–Ludvika ist eine normalspurige schwedische Eisenbahnstrecke. Die über Silverhöjden führende Strecke ist die Stammstrecke der Frövi–Ludvika Järnväg (FLJ). Der Sitz der Gesellschaft war ursprünglich in London und die Gesellschaft hieß The Swedish Central Railway. Die Trafikaktiebolaget Gränges–Oxelösund (TGO) pachtete 1900 die Strecke von ihren englischen Eignern und übernahm sie 1925 vollständig.

## Geschichte
Im Rahmen der Bauarbeiten an der Bahnstrecke Köping–Hult versuchte man, eine Zweigstrecke von der geplanten Station in Frövi nach Lindesberg und Ludvika durch das Erzgrubengebiet von Grängesberg zu errichten. Im schwedischen Reichstag wurden 1853 und 1854 zwei Anträge für deren Errichtung abgelehnt. Ebenso abgelehnt wurden weitere Anträge in den Wahlperioden 1856–1858 und
1859–1860. Ein neuer Versuch wurde erst 1863 unternommen, als der Besitzer der Schisshyttan auf eine Eisenbahnstrecke von Frövi über Ludvika nach Falun drängte. Eine Untersuchung, an der auch Engländer beteiligt waren, dauerte bis 1865. Diese kam zu dem Ergebnis, dass die Erschließung der großen, reichen Erzfelder einen nachhaltigen Beitrag zur Verbesserung der wirtschaftlichen Lage der Provinz und der ganzen Landes bringen würde. Darüber hinaus wurde bekannt, dass eine etwaige künftige Gesellschaft zum Teil ausländisches Kapital in Höhe von etwa zehn bis elf Millionen Kronen in das Land bringen würde. Die Gesamtkosten der Bahnstrecke wurden auf 16 ½ Mill. Kronen geschätzt. Eine Anfrage für den restlichen Betrag in Form eines staatlichen Kredits in Höhe von etwa 5 ½ Mill. Kronen wurde von König Carl XV. abgelehnt.

## Svenska Centraljärnvägsaktiebolaget
Dennoch wurde im Herbst 1865 die Bahngesellschaft Svenska Centraljärnvägsaktiebolaget gegründet, die das Ziel hatte, eine Bahnstrecke von Frövi nach Falun entlang des Siljan zu bauen. Die Gründung wurde von staatlicher Seite am 21. Dezember 1865 befürwortet und Zeichnungslisten für die Aktien ausgelegt. Große Werbung für die Gesellschaft wurde bei der Industrieausstellung in Stockholm 1866 gemacht. Treibende Kraft für die Realisierung der Eisenbahngesellschaft wurde Hüttenbesitzer Harald Ericsson aus Ramsberg, wobei die Industrieausstellung viel Aufmerksamkeit erregte, aber wenig Erfolg zeigte. Ericsson Arbeit wurde aber zur Kenntnis genommen und so wurde er 1866 für das Gebiet Lindes domsaga Mitglied der zweiten Kammer des Reichstages.
Bereits in der ersten Sitzung 1867 beantragte Ericsson staatliche Mittel für den Bau der Strecke Frövi–Falun. Seine Begründungen wurden aber nicht zur Kenntnis genommen, der Antrag fand keine Beachtung. 1869 wurden von der Stadt Örebro und Stora Kopparbergs län erneut ein Antrag auf staatliche Unterstützung beim Bau eingebracht, der das gleiche Schicksal erlitt und abgelehnt wurde.
Anschließend kam ein neuer Konzessionsantrag von Leuten, die anboten, die Bahn ohne nennenswerte Kosten für den Staat zu erbauen. Im Winter 1868–1869 fanden Gespräche mit Geldgebern in England statt, die von Ericsson unterstützt wurden, der sonst keine andere Chance für den Bahnbau sah. So beantragte der Gesandte der englischen Botschaft Audley Gosling die Konzession für eine Strecke zwischen Frövi und Ludvika. Weil der Antrag aber keine Garantie für einen Weiterbau nach Falun enthielt, wurde auch dieser abgelehnt.

## Swedish Central Railway Co. Ltd
Diesem Antrag erfolgte ein weiterer im Herbst 1869 – diesmal für die Streckenführung von Frövi und Lindesberg über Grängesberg nach Ludvika sowie mit der Option eines Weiterbaues nach Falun. Am 22. September 1869 hatte dieser Antrag Erfolg, die Konzession wurde erteilt. Verbunden war damit die Hinterlegung einer Kaution in Höhe von 200.000 Reichstalern sowie weitere Forderungen der Genehmigungsbehörde, um sicherzustellen, dass die Strecke nach den gleichen Kriterien wie eine von einer inländischen Gesellschaft gebauten Strecke errichtet wird. Als Eröffnungstermin der Strecke wurde der 1. Oktober 1873 gefordert.
Viele Beobachter glaubten nicht an den Bau der Strecke, aber Audley Gosling brachte die notwendigen 25.000 Pfund auf, die notwendig waren, um in England eine Gesellschaft zu gründen. So wurde die Swedish Central Railway Co. Ltd nach englischem Recht mit 165.000 Pfund Kapital gegründet. Den Bauauftrag erhielt die Firma Wythes & Longridge, die Baukosten wurden auf 631.700 Pfund geschätzt. Dazu wurden in England weitere Anleihen ausgegeben. Dies erregte Aufmerksamkeit in Schweden, da man der Meinung war, dass nicht unbedingt eine englische Gesellschaft eine Bahnstrecke in der reichen Grubengegend bauen müsse. Unter diesen Bedingungen wurde die Bahn wirtschaftlich für Schweden errichtet.
Für den Bau der Bahnstrecke wurde Walmsley Stanley 1869 nach Schweden geholt. Dieser besuchte alle Orte und Kommunen, um ihnen die Bedingungen für den Bahnbau mitzuteilen. Dadurch entstanden Diskussionen in Politik und Presse, da die Schweden der Meinung waren, dass derartige patriotische Unternehmungen wie ein Bahnbau nicht Ausländern überlassen werden sollten.
Die Bedingungen waren: kostenlose Überlassung von Land und das Recht, Straßen zu benützen, kostenlose Lieferung von Schotter an die Baustellen, kostenlose Lieferung von Holz für den Bau der Bahnhöfe und anderer Gebäude sowie eine feste Gebühr (Royalty) für jeden transportierten Zentner Erz aus allen Erzgruben über einen Zeitraum von zehn Jahren. Vor allem die Gebühren sorgten für Diskussionen. Einer Personengruppe um Audley Gosling gelang es aber, alle Beteiligten auf diese Bedingungen zu einigen. Am schwierigsten waren die Verhandlungen mit der Gemeinde Lindesberg. Nach Einigung mit der Gemeinde wurde eine notwendige Bürgschaft von 200.000 Reichstalern am 1. März 1870 bei der Staatsbank deponiert.
Baubeginn war um die Mittsommernachtszeit 1870 unter Walmsley Stanley. Ausgehend von Frövi sollte die Strecke in mehreren Etappen erbaut werden, die nach der jeweiligen Fertigstellung für den Verkehr freigegeben werden sollten. Die staatliche Aufsicht über den Bau übernahm Claes Adolf Adelsköld.
Das gesamte Baumaterial außer den Schwellen wurde aus England geliefert. Dazu kamen im Winter 1871 vier Dampflokomotiven und 40 Güterwagen, die beim Bau verwendet wurden. 1872 folgten vier weitere Dampflokomotiven.
| Nummer | Name            | Bauart         | Achsfolge | Hersteller                | Fabr.-Nr./ Baujahr | Besonderes                                    |
| ------ | --------------- | -------------- | --------- | ------------------------- | ------------------ | --------------------------------------------- |
| 1      | HARALD ERICSSON | Stütztenderlok | C         | Sharp Stewart, Manchester | 2071 1871          | 1911 an LKAB, dort Nr. 7 († 1925?)            |
| 2      | FREDRIKA        | Stütztenderlok | C         | Sharp Stewart, Manchester | 2072 1871          | 1904 an LKAB, dort Nr. 4                      |
| 3      | PERSEVERANDO    | Stütztenderlok | C         | Sharp Stewart, Manchester | 2073 1871          | 1914: Fagersta; 1929: Horndal                 |
| 4      | ROSINA          | Stütztenderlok | C         | Sharp Stewart, Manchester | 2074 1871          | 1914 an LKAB, dort Nr. 9                      |
| 5      | NERIKE          | Tenderlok      | C         | Manning Wardle, Leeds     | 408 1872           | 1920 an LKAB, dort Nr. 4 (ev. Zweitbesetzung) |
| 6      | DALARNE         | Tenderlok      | C         | Manning Wardle, Leeds     | 409 1872           | 1928 an SSA Köpingebro, ausgemustert 1938     |
| 7      | CARL XV         | Tenderlok      | C         | Manning Wardle, Leeds     | 410 1872           | 1931 an TGOJ, dort Nr. 7, ausgemustert 1937   |
| 8      | OSCAR II        | Tenderlok      | C         | Manning Wardle, Leeds     | 411 1872           | 1922 an N&H, dort Nr. 8                       |

Die ersten Drehgestellpersonenwagen wurden in der Werkstatt in Kopparberg 1895 erbaut. Sie hatten erste und zweite Klasse sowie Reisegepäckabteile und wurden in die Bauart BCFo eingereiht. Spätere Fahrzeuge wurden ohne Gepäckabteil gebaut und unter der Bauart BCo geführt.

## Frövi–Ludvika Järnväg (FLJ)
Die gesamte Bauleitung bestand aus Engländern, deshalb wurden von der Bevölkerung der Region zahlreiche englische Begriffe übernommen. Die Bahnstrecke erhielt neben dem schwedischen Namen Svenska Centralbanan im Sprachgebrauch die Bezeichnung Swedish Central Railway. Erst ab 1875 wurde die Strecke Frövi–Ludvika Järnväg genannt.
Die Arbeiten am Teilstück zwischen Frövi und Lindesberg wurden den ganzen Winter 1870/71 fortgeführt. Nach Fertigstellung der Detailpläne für den Abschnitt Grängesberg–Ludvika schlug Stanley vor, die maximale Steigung der Strecke von ursprünglich 14,28 ‰ auf maximal 16,67 ‰ zu erhöhen. Dadurch konnte die Zahl der Kurven und damit die Baukosten vermindert werden.
Im März 1871 beantragte Stanley die Konzession für die Strecke zwischen Ludvika und Falun. Allerdings hatte die neu gebildete Bergslagernas järnvägsaktiebolag für ebendiesen Streckenabschnitt bereits eine Konzession beantragt, die sie im Rahmen des Baus ihrer Strecke zwischen Göteborg und Falun erhielt. Dies führte dazu, dass zwischen Ställdalen und Ludvika zwei parallel geführte Bahnstrecken entstanden.

## Eröffnung des Betriebes
Für den Abschnitt Frövi–Lindesberg wurden im Sommer 1871 sechs Personenwagen und 50 Güterwagen sowie das Inventar für die Bahnhöfe geliefert. Nach der Betriebsgenehmigung am 11. November wurde am 16. November der Zugverkehr aufgenommen. Die Verlängerung der Strecke bis Ställdalen erfolgte am 1. Januar 1872 mit der vorläufigen Inbetriebnahme. Nach Streitigkeiten zwischen der Bergslagernas järnvägsaktiebolag und Walmsley Stanley mussten an der Streckenführung zwischen Ställdalen und Ludvika Korrekturen vorgenommen werden, in Ludvika musste der Bahnhof einen anderen Standort erhalten. Aus diesem Grunde beantragte Stanley eine Verschiebung der Betriebsaufnahme.
Am 3. Dezember 1873 wurde die Strecke bis Grängesberg verlängert. Die Endabnahme der Strecke erfolgte am 2. Oktober 1874. Damit wurde die Strecke nach rund 20-jähriger Vorbereitungs- und Bauzeit in Betrieb genommen.

## Probleme nach der Inbetriebnahme
Die englischen Aktienbesitzer Bischoffsheim & Goldschmidt, L. Thomson T. Bonar & Co. und Geo. Wyhtes waren daran interessiert, eine möglichst hohe Rendite zu erzielen. Deshalb wurde beim Betrieb der Bahn gespart. Oft gab es Mängel hinsichtlich Pflege und Wartung. Die Wagen waren schlecht geheizt und schmutzig in Vergleich zu anderen Eisenbahnen. An der Unterhaltung der Strecke wurde gespart. Der Nettogewinn konnte aber nicht weiter verbessert werden. Als der Geschäftsführer der Nässjö–Oskarshamnsbanan, George Goslett, auch Geschäftsführer der FLJ wurde, versuchte er, zur Verbesserung der Finanzen eine neue gemeinsame Gesellschaft zu bilden. Diese sollte Swedish Central Association heißen. Unterstützung fand Goslett dabei in Ch. Weguelin.
Der größte Hüttenbetrieb in der Region war Klotenverken unter der Führung von S. Heijkenskjöld. Als dieser starb, übernahm Carl Fredrik Liljevalch (d. j.) die Firma. 1876 wurde mit ihm als Geschäftsführer die Klotens Aktiebolag gebildet. Aktionäre wurden die gleichen Personen, die neben der FLJ einen großen Aktienanteil an der Oxelösund–Flen–Västmanlands järnväg hatten.

## The Swedish Association
Der Verband wurde 1877 gegründet, um alle Firmen der Region unter eine gemeinsame Führung zu bringen. Die ebenfalls in London ansässige Gesellschaft hatte ein Aktienkapital von 715.000 Pfund.
In ihr waren 16.493 Aktien der The Swedish Central Railway Co. Ltd (lediglich sieben Stück fehlten), 45.000 Aktien der Oxelösund–Flen–Västmanlands järnväg und 2.900 Aktien der Klotens Aktiebolag. Dennoch wurden im Laufe der nächsten Jahre weitere Verluste erwirtschaftet, den Aktionären konnte keine Dividende bezahlt werden. 1883 wurde wiederum eine neue eigene Gesellschaft, die Grängesbergs gruvaktiebolag gegründet, die die Klotens Aktiebolag verwalten sollte.
1879 wurde John Johnson neuer Leiter der FLJ. Ihm gelang es, die Zusammenarbeit zwischen den Bahngesellschaften und den Bergbau-Unternehmen zu verbessern. Für die FLJ waren seine Unternehmungen zwecklos, die Gesellschaft ging im März 1879 in Liquidation. Durch verschiedene finanzielle Umschichtungen, Neuaufnahmen von Anleihen mit längerer Laufzeit und Umtausch alter in neuer Aktien konnte sie am 25. Juli 1885 wieder aus der Liquidation genommen werden.

## Bahnstrecke Röjen–Vanneboda
Im Zusammenhang mit dem Verkauf der Bahnstrecke Frövi–Örebro der Örebro-Köpings Järnväg an die SJ wurde eine neue Strecke zwischen Vanneboda und der bestehenden Bahnstrecke Frövi–Ludvika gebaut. Dadurch mussten die Erzzüge von Grängesberg nicht mehr in Frövi gewendet werden und konnten direkt in Richtung Köping fahren. Der Bahnhof Vanneboda wurde neu errichtet und erhielt seinen Namen nach dem in der Nähe liegenden Bauernhof Vanneboda Gård. Die Konzession für die 1 ¼ km lange Strecke wurde am 3. November 1899 beantragt, die Eröffnung für den Personenverkehr erfolgt am 1. Mai 1901 und für den allgemeinen Verkehr am 23. Juli 1901.
Die bisherige Strecke von Röjen nach Frövi wurde ab 1906 nicht mehr von Personenzügen benutzt. Diese von der FLJ gefahrenen Züge verkehrten nun von Lindesberg kommend bis Vanneboda. Auf staatliche Anweisung hin musste die bisherige Strecke aber für Militärzüge unterhalten werden.
Für Vanneboda, das zuerst nur eine Holzhütte als Stationsgebäude hatte, bedeutete dies einen enormen wirtschaftlichen Aufschwung. Von 1901 bis 1930 führte der gesamte Verkehr über die neue Station, teilweise verkehrten bis zu 30 Güterzüge pro Tag. Etwa 300 Güterwagen wurden dabei in dem mit neun Gleisen ausgestatteten Bahnhof umgestellt. Bei fast allen Zügen fand ein Lokwechsel statt, da die Brücken der Strecke den Einsatz größerer Lokomotiven der Oxelösund–Flen–Västmanlands Järnväg (OFWJ) nicht zuließen. Ab 1930 aber wurden die Verkehrsströme wieder nach Frövi verlagert. Die Lokwechsel wurden ab dem 9. Juni 1947 mit der Elektrifizierung der Strecke überflüssig. Trotzdem blieb Vanneboda noch einige Jahre Einsatzstelle für Dampflokomotiven.
1962 wurde die Zugsicherung und das Stellwerk auf Fernbedienung umgestellt, der Bahnhof war ab diesem Zeitpunkt nicht mehr besetzt. 1967 wurde das Bahnhofsgebäude abgerissen und durch einen kleineren Zweckbau ersetzt. Heute ist Vanneboda betriebstechnisch ein Teil des Bahnhofes Frövi; die Gleisanlagen wurden auf zwei Gleise zurückgebaut. Seit dem 5. Juni 1998 ist der Bahnhof Frövi nicht mehr mit Personal besetzt.

## Verpachtung an die Trafikaktiebolaget Grängesberg–Oxelösund (TGO)
Am 10. Februar 1900 wurde die Bahnstrecke für 50 Jahre mitsamt dem Rollmaterial an die Trafikaktiebolaget Grängesberg–Oxelösund (TGO) verpachtet. Der Pachtzins betrug 33.500 Pfund pro Jahr. Die Baukosten wurden mit 12.286.114 Kronen beziffert, somit 125.369 Kronen pro Kilometer. Darin waren die Unterhaltungskosten für 30 Jahre mit berücksichtigt. Damit endete der Bahnbetrieb durch die The Swedish Central Railway Co. Ltd in Schweden. Die Gesellschaft bestand bis 1925, dann ging sie in die Insolvenz. Ab diesem Zeitpunkt ging die Strecke in die Trafikaktiebolaget Grängesberg–Oxelösund über und der Pachtvertrag wurde aufgehoben.
Der Bau der Strecke stand unter der Maxime, möglich schnell und mit geringsten Kosten die Betriebsaufnahme zu erreichen. Bereits 1880 musste man mit den Arbeiten zur Verbesserung beginnen. Die einfachen eisernen Schienen mit einem Metergewicht von ca. 20 kg wurden gegen Stahlschienen mit einem Gewicht von 27,2 kg/m ausgetauscht. Die Arbeiten gingen aus Kostengründen ging sehr langsam und wurden erst um 1890 abgeschlossen.
Nach der Verpachtung wurden bis 1907 die Schienen erneut gegen solche mit einem Metergewicht von 41 kg/m ausgetauscht, der Kiesuntergrund wurde durch Schotter ersetzt. Dazu kamen neue Sicherheitssysteme mit Signalen.
Der Abschnitt zwischen Ställdalen und Falun wurde 1946 elektrifiziert.

## Heutiger Zustand
Die Strecke ging 1931 mit der Trafikaktiebolaget Grängesberg–Oxelösund und anderen Gesellschaften in die Trafikaktiebolaget Grängesberg–Oxelösunds Järnvägar (TGOJ) auf. Sie ist heute Teil der so genannten Bergslagsbanan. Diese heutige Bezeichnung ist jedoch ein Kunstbegriff, der bei der Neubenennung der schwedischen Bahnstrecken 1990 durch Banverket vergeben wurde.
Der Teilabschnitt zwischen Ludvika und Grängesberg wurde in den 1980er Jahren stillgelegt, dort wird nur die Strecke der ehemaligen Bergslagsbanan befahren. Zwischen Grängesberg und Ställdalen werden die von der FLJ und der BJ erbauten Strecken parallel betrieben, wobei die BJ-Strecke die heutige Hauptstrecke und die ehemalige FLJ-Strecke die Ausweichstrecke bilden.